# Juan Martín Díaz Martínez
Juan Martín Díaz Martínez, souvent appelé simplement Juan Martín Díaz, né le 28 novembre 1975 à Mar del Plata (Argentine) est un joueur de padel professionnel argentin retraité.
Retraité depuis fin 2023, il est l'une des plus grandes légendes du padel, formant avec Fernando Belasteguín la paire n°1 pendant 13 années consécutives, remportant 170 finales sur 191 disputées. En plus de son palmarès, sa créativité, ses réflexes hors du commun et son habileté sur la piste en font l'un des meilleurs joueurs de l'histoire.

## Biographie

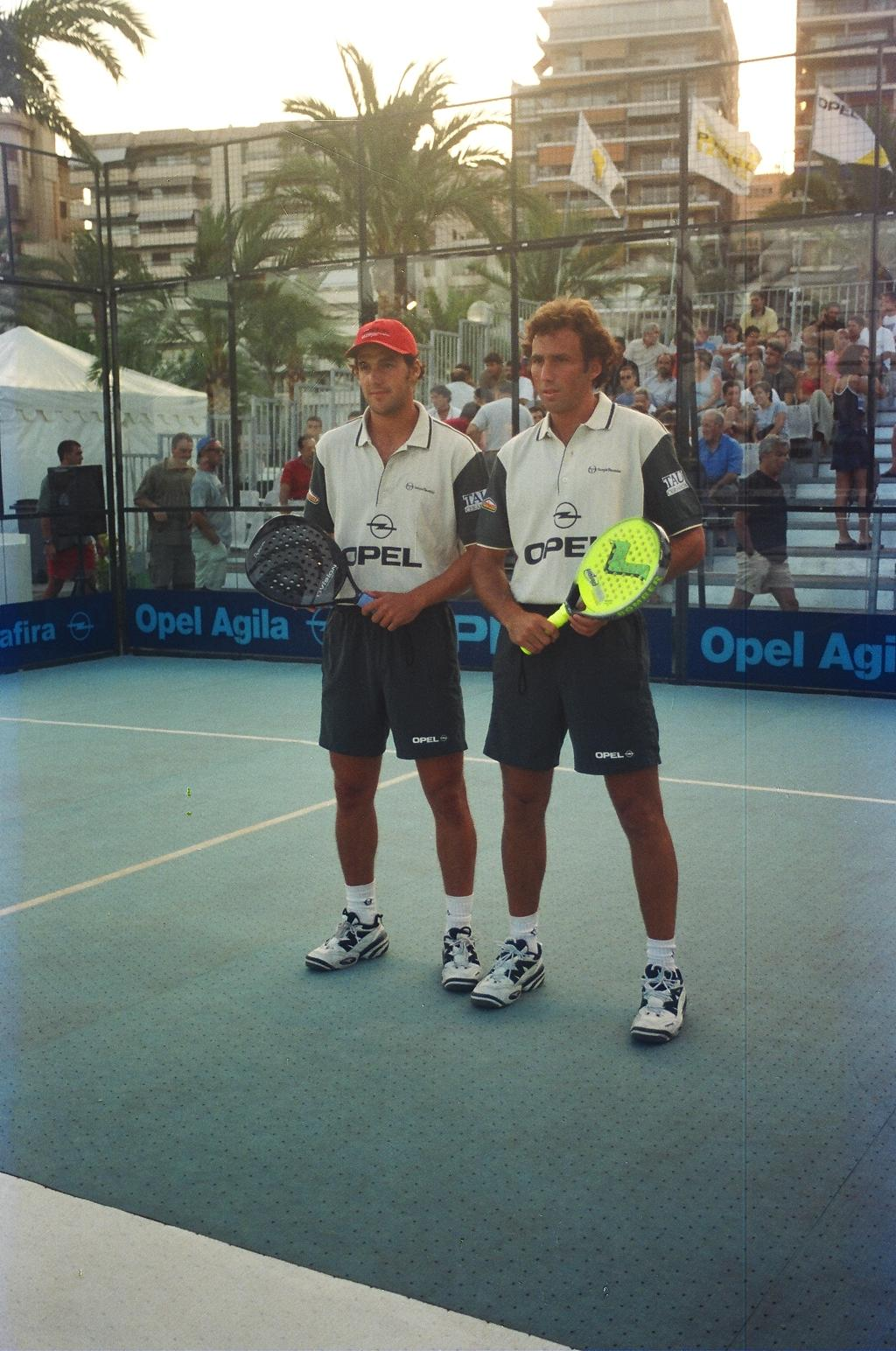
Juan Martín Díaz et Hernán Auguste en 2001.

Enfant, son rêve était de devenir joueur de tennis et la Coupe Davis était son plus grand objectif. Il a passé de nombreuses heures au Club Deportivo à jouer avec ses amis. À la fin des années 80, il a commencé à jouer au padel, pratiquement dès l'arrivée de ce sport en Argentine. Petit à petit, il a quitté le tennis pour se consacrer au padel, et a rapidement montré un talent sur les pistes. Avec ses premiers partenaires Ezequiel Lorenzo et Leo Padovani, il était déjà considéré comme un grand espoir du padel, car intraitable sur les pistes.
Il fait ses débuts dans le monde professionnel en 1994 grâce à Paco Pellejo, qui le chosit comme partenaire. Un an plus tard, alors agé de 17 ans, il est contacté par Alejandro Sanz, qui était l'idole du moment pour de nombreux joueurs, une légende du padel surnommée « Le magicien ». Il sera le partenaire de Juan Martín Díaz jusqu'en 1995.
Avec le soutien de sa famille, il commence à se focaliser sur sa carrière professionnelle parallèlement à ses études. En 1997, il s'installe en Espagne et l'année suivante, il est sélectionné pour participer au Championnat du monde de padel 1998 avec la sélection espagnole. Edition qui a d'ailleurs lieu dans sa ville natale argentine, Mar del Plata, et qu'il remportera à la suite d'une finale face à l'Argentine.
Pour les saisons 2000 et 2001, il évolue aux côtés d'Hernán Auguste. Ils se positionnent comme l'une des meilleures paires du monde et brillent sur le circuit espagnol.
Il s'engage en 2002 avec Fernando Belasteguín. Ils constitueront ensemble la plus grande paire de l'histoire du padel, en s'imposant tout d'abord sur le circuit espagnol, puis sur le Padel Pro Tour à partir de 2006 et enfin sur le circuit World Padel Tour dès 2012. Ils sont le seul duo dans l'histoire du padel à détenir une telle série d'invincibilité, passant 1 an et 9 mois invaincus, pendant 23 tournois consécutifs. Ensemble, ils ont réussi à remporter 170 finales sur les 191 auxquelles ils ont participé, tant sur le Padel Pro Tour que sur le World Padel Tour, réussissant à être n°1 pendant 13 années consécutives.
Cette belle histoire se termine en 2015. Ils se séparent alors pour diverses raison, et Juan Martín Díaz va alors jouer avec Juani Mieres comme partenaire, puis avec Maxi Sánchez avec qui il remportera le Master Final 2015, à Madrid.
Pour la saison 2019, Juan Martín choisit comme partenaire le jeune prodige argentin Agustín Tapia. Cependant, lors de l'Open de Jaen en mai, Juan Martin Díaz commence à ressentir une gêne au genou et abandonne dès le deuxième match, sur recommandation des médecins. Le diagnostic est sans appel, il s'agit d'une déchirure partielle du tendon quadricipital et doit subir une intervention chirurgicale, comme il avait déjà du le faire pour la même raison fin 2016. 
Après plus d'un an de convalescence, il finit par revenir sur les pistes en 2020 et choisit comme nouveau partenaire le brésilien Lucas Campagnolo. Il enchaine alors plusieurs partenaires, notamment Diogo Rocha, Antonio ‘Pincho’ Fernandez, Coki Nieto, Pablo Lijo, Agustin Gutierrez, Álex Arroyo ou encore Miguel Benítez.
Il jouera la dernière saison de sa carrière en 2023, aux côtés d'Agustin Gomez Silingo, et prendra sa retraite à 48 ans.

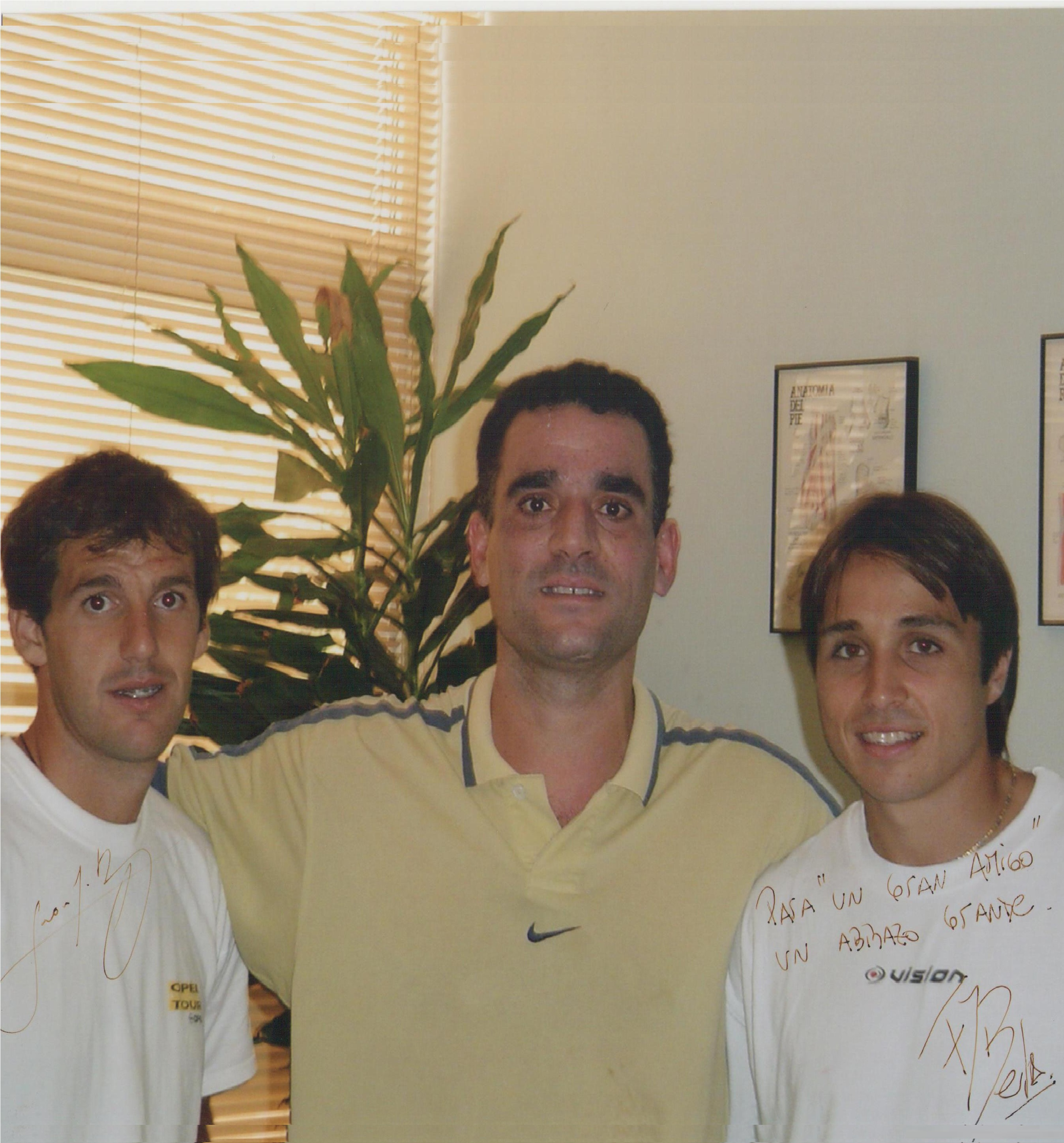
Juan Martín Díaz, Javier de la Nuez et Fernando Belasteguin lors d'une conférence sur la prévention des blessures au padel

## Titres

### Championnat du monde de padelavec la sélection espagnole
| N.º | Année | Ville hôte    | Adversaires en finale | Résultat |
| --- | ----- | ------------- | --------------------- | -------- |
| 1.  | 1998  | Mar del Plata | Argentine             | 3-1      |

### Championnat du monde de padelavec la sélection argentine
| N.º | Année | Ville hôte   | Adversaires en finale | Résultat |
| --- | ----- | ------------ | --------------------- | -------- |
| 1.  | 2000  | Toulouse     | Espagne               | 3-0      |
| 2.  | 2002  | Mexico       | Espagne               | 3-0      |
| 3.  | 2004  | Buenos Aires | Espagne               | 3-0      |

### Padel Pro Tour -World Padel Tour
| N.º  | Année | Tournoi                      | Catégorie    | Partenaire           | Adversaires en finale               | Résultat                    |
| ---- | ----- | ---------------------------- | ------------ | -------------------- | ----------------------------------- | --------------------------- |
| 1.   | 2006  | Cordoue                      |              | Fernando Belasteguín | Sebastián Nerone Gabriel Reca       |                             |
| 2.   | 2006  | Majadahonda                  |              | Fernando Belasteguín | Sebastián Nerone Gabriel Reca       |                             |
| 3.   | 2006  | Valence                      |              | Fernando Belasteguín | Sebastián Nerone Gabriel Reca       |                             |
| 4.   | 2006  | Madrid                       | Masters PPT  | Fernando Belasteguín | Sebastián Nerone Marcello Jardim    |                             |
| 5.   | 2006  | Alicante                     |              | Fernando Belasteguín | Sebastián Nerone Gabriel Reca       |                             |
| 6.   | 2006  | Valladolid                   |              | Fernando Belasteguín | Sebastián Nerone Gabriel Reca       |                             |
| 7.   | 2006  | Marbella                     |              | Fernando Belasteguín | Raúl Arias Ramiro Nanni             |                             |
| 8.   | 2006  | Oropesa del Mar              |              | Fernando Belasteguín | Sebastián Nerone Gabriel Reca       |                             |
| 9.   | 2006  | Fuengirola                   |              | Fernando Belasteguín | Sebastián Nerone Gabriel Reca       |                             |
| 10.  | 2006  | El Puerto de Santa María     |              | Fernando Belasteguín | Sebastián Nerone Gabriel Reca       |                             |
| 11.  | 2006  | Palma de Majorque            |              | Fernando Belasteguín | Sebastián Nerone Gabriel Reca       |                             |
| 12.  | 2006  | Mérida                       |              | Fernando Belasteguín | Pablo Lima Roby Gattiker            |                             |
| 13.  | 2006  | Madrid                       |              | Fernando Belasteguín | Sebastián Nerone Gabriel Reca       |                             |
| 14.  | 2006  | Saragosse                    |              | Fernando Belasteguín | Sebastián Nerone Gabriel Reca       |                             |
| 15.  | 2006  | Getxo                        |              | Fernando Belasteguín | Sebastián Nerone Gabriel Reca       |                             |
| 16.  | 2006  | Las Palmas de Grande Canarie |              | Fernando Belasteguín | Pablo Lima Roby Gattiker            |                             |
| 17.  | 2006  | Madrid                       |              | Fernando Belasteguín | Sebastián Nerone Gabriel Reca       |                             |
| 18.  | 2007  | Cordoue                      |              | Fernando Belasteguín | Cristian Gutiérrez Sebastián Nerone |                             |
| 19.  | 2007  | Barcelone                    |              | Fernando Belasteguín | Cristian Gutiérrez Sebastián Nerone |                             |
| 20.  | 2007  | Madrid                       |              | Fernando Belasteguín | Miguel Lamperti Mariano Lasaigues   |                             |
| 21.  | 2007  | Valence                      |              | Fernando Belasteguín | Cristian Gutiérrez Sebastián Nerone |                             |
| 22.  | 2007  | Vitoria                      |              | Fernando Belasteguín | Cristian Gutiérrez Sebastián Nerone |                             |
| 23.  | 2007  | Madrid 2                     |              | Fernando Belasteguín | Cristian Gutiérrez Sebastián Nerone |                             |
| 24.  | 2007  | Oropesa del Mar              |              | Fernando Belasteguín | Cristian Gutiérrez Sebastián Nerone |                             |
| 25.  | 2007  | Salamanque                   |              | Fernando Belasteguín | Cristian Gutiérrez Sebastián Nerone |                             |
| 26.  | 2007  | Fuengirola                   |              | Fernando Belasteguín | Gabriel Reca Hernán Auguste         |                             |
| 27.  | 2007  | Cadix                        |              | Fernando Belasteguín | Gabriel Reca Hernán Auguste         |                             |
| 28.  | 2007  | Palma de Majorque            |              | Fernando Belasteguín | Gabriel Reca Hernán Auguste         |                             |
| 29.  | 2007  | Mérida                       |              | Fernando Belasteguín | Matías Díaz Miguel Lamperti         |                             |
| 30.  | 2007  | Saint-Sébastien              |              | Fernando Belasteguín | Cristian Gutiérrez Sebastián Nerone |                             |
| 31.  | 2007  | Saragosse                    |              | Fernando Belasteguín | Matías Díaz Miguel Lamperti         |                             |
| 32.  | 2007  | Bilbao                       |              | Fernando Belasteguín | Cristian Gutiérrez Sebastián Nerone |                             |
| 33.  | 2007  | Las Palmas de Grande Canarie |              | Fernando Belasteguín | Cristian Gutiérrez Sebastián Nerone |                             |
| 34.  | 2007  | Alicante                     |              | Fernando Belasteguín | Gabriel Reca Hernán Auguste         |                             |
| 35.  | 2007  | Madrid                       | Masters PPT  | Fernando Belasteguín | Gabriel Reca Hernán Auguste         |                             |
| 36.  | 2008  | Ciudad Real                  |              | Fernando Belasteguín | Cristian Gutiérrez Sebastián Nerone |                             |
| 37.  | 2008  | Grenade                      |              | Fernando Belasteguín | Matías Díaz Miguel Lamperti         |                             |
| 38.  | 2008  | Santander                    |              | Fernando Belasteguín | Gabriel Reca Hernán Auguste         |                             |
| 39.  | 2008  | Barcelone                    |              | Fernando Belasteguín | Guillermo Lahoz Gastón Malacalza    |                             |
| 40.  | 2008  | Majadahonda                  |              | Fernando Belasteguín | Cristian Gutiérrez Sebastián Nerone |                             |
| 41.  | 2008  | Logroño                      |              | Fernando Belasteguín | Guillermo Lahoz Gastón Malacalza    |                             |
| 42.  | 2008  | Vitoria                      |              | Fernando Belasteguín | Cristian Gutiérrez Sebastián Nerone |                             |
| 43.  | 2008  | Madrid                       |              | Fernando Belasteguín | Cristian Gutiérrez Sebastián Nerone |                             |
| 44.  | 2008  | Marbella                     |              | Fernando Belasteguín | Cristian Gutiérrez Sebastián Nerone |                             |
| 45.  | 2008  | Fuengirola                   |              | Fernando Belasteguín | Matías Díaz Miguel Lamperti         |                             |
| 46.  | 2008  | Benicasim                    |              | Fernando Belasteguín | Cristian Gutiérrez Sebastián Nerone |                             |
| 47.  | 2008  | Palma de Majorque            |              | Fernando Belasteguín | Cristian Gutiérrez Sebastián Nerone |                             |
| 48.  | 2008  | Mérida                       |              | Fernando Belasteguín | Matías Díaz Miguel Lamperti         |                             |
| 49.  | 2008  | Saint-Sébastien              |              | Fernando Belasteguín | Cristian Gutiérrez Sebastián Nerone |                             |
| 50.  | 2008  | Saragosse                    |              | Fernando Belasteguín | Cristian Gutiérrez Sebastián Nerone |                             |
| 51.  | 2008  | Bilbao                       |              | Fernando Belasteguín | Cristian Gutiérrez Sebastián Nerone |                             |
| 52.  | 2009  | Barcelone                    |              | Fernando Belasteguín | Cristian Gutiérrez Sebastián Nerone |                             |
| 53.  | 2009  | Cordoue                      |              | Fernando Belasteguín | Matías Díaz Miguel Lamperti         |                             |
| 54.  | 2009  | Valladolid                   |              | Fernando Belasteguín | Gabriel Reca Hernán Auguste         |                             |
| 55.  | 2009  | Alicante                     |              | Fernando Belasteguín | Juani Mieres Pablo Lima             |                             |
| 56.  | 2009  | Marbella                     |              | Fernando Belasteguín | Cristian Gutiérrez Sebastián Nerone |                             |
| 57.  | 2009  | Saint-Sébastien              |              | Fernando Belasteguín | Juani Mieres Pablo Lima             |                             |
| 58.  | 2009  | Saragosse                    |              | Fernando Belasteguín | Cristian Gutiérrez Sebastián Nerone |                             |
| 59.  | 2009  | Bilbao                       |              | Fernando Belasteguín | Cristian Gutiérrez Sebastián Nerone |                             |
| 60.  | 2009  | Valence                      |              | Fernando Belasteguín | Cristian Gutiérrez Sebastián Nerone |                             |
| 61.  | 2009  | Ciudad Real                  |              | Fernando Belasteguín | Cristian Gutiérrez Sebastián Nerone |                             |
| 62.  | 2009  | Madrid Masters               |              | Fernando Belasteguín | Juani Mieres Pablo Lima             |                             |
| 63.  | 2010  | Saint-Sébastien              |              | Fernando Belasteguín | Matías Díaz Miguel Lamperti         |                             |
| 64.  | 2010  | Barcelone                    |              | Fernando Belasteguín | Gabriel Reca Hernán Auguste         |                             |
| 65.  | 2010  | Alicante                     |              | Fernando Belasteguín | Matías Díaz Miguel Lamperti         |                             |
| 66.  | 2010  | Madrid                       |              | Fernando Belasteguín | Juani Mieres Pablo Lima             |                             |
| 67.  | 2010  | Benicasim                    |              | Fernando Belasteguín | Juani Mieres Pablo Lima             |                             |
| 68.  | 2010  | Marbella                     |              | Fernando Belasteguín | Matías Díaz Miguel Lamperti         |                             |
| 69.  | 2010  | Fuengirola                   |              | Fernando Belasteguín | Juani Mieres Pablo Lima             |                             |
| 70.  | 2010  | Navarre                      |              | Fernando Belasteguín | Juani Mieres Pablo Lima             |                             |
| 71.  | 2010  | Bilbao                       |              | Fernando Belasteguín | Juani Mieres Pablo Lima             |                             |
| 72.  | 2010  | Murcie                       |              | Fernando Belasteguín | Juani Mieres Pablo Lima             |                             |
| 73.  | 2010  | Logroño                      |              | Fernando Belasteguín | Juani Mieres Pablo Lima             |                             |
| 74.  | 2010  | Madrid                       | Masters PPT  | Fernando Belasteguín | Juani Mieres Pablo Lima             |                             |
| 75.  | 2011  | Madrid                       |              | Fernando Belasteguín | Cristian Gutiérrez Miguel Lamperti  |                             |
| 76.  | 2011  | Barcelone                    |              | Fernando Belasteguín | Juani Mieres Pablo Lima             |                             |
| 77.  | 2011  | Valladolid                   |              | Fernando Belasteguín | Gabriel Reca Agustín Gómez Silingo  |                             |
| 78.  | 2011  | Alicante                     |              | Fernando Belasteguín | Juani Mieres Pablo Lima             |                             |
| 79.  | 2011  | Benicasim                    |              | Fernando Belasteguín | Cristian Gutiérrez Miguel Lamperti  |                             |
| 80.  | 2011  | Marbella                     |              | Fernando Belasteguín | Juani Mieres Pablo Lima             |                             |
| 81.  | 2011  | Fuengirola                   |              | Fernando Belasteguín | Matías Díaz Hernán Auguste          |                             |
| 82.  | 2011  | Séville                      |              | Fernando Belasteguín | Cristian Gutiérrez Miguel Lamperti  |                             |
| 83.  | 2011  | Madrid 2                     |              | Fernando Belasteguín | Juani Mieres Pablo Lima             |                             |
| 84.  | 2011  | Bilbao                       |              | Fernando Belasteguín | Juani Mieres Pablo Lima             |                             |
| 85.  | 2011  | Logroño                      |              | Fernando Belasteguín | Juani Mieres Pablo Lima             |                             |
| 86.  | 2011  | Vitoria                      |              | Fernando Belasteguín | Juani Mieres Pablo Lima             |                             |
| 87.  | 2011  | Madrid                       | Masters PPT  | Fernando Belasteguín | Juani Mieres Pablo Lima             |                             |
| 88.  | 2012  | Buenos Aires                 |              | Fernando Belasteguín | Juani Mieres Pablo Lima             |                             |
| 89.  | 2012  | Madrid                       |              | Fernando Belasteguín | Cristian Gutiérrez Fernando Poggi   |                             |
| 90.  | 2012  | Barcelone                    |              | Fernando Belasteguín | Juani Mieres Pablo Lima             |                             |
| 91.  | 2012  | Cordoue                      |              | Fernando Belasteguín | Juani Mieres Pablo Lima             |                             |
| 92.  | 2012  | Valladolid                   |              | Fernando Belasteguín | Adrián Allemandi Paquito Navarro    |                             |
| 93.  | 2012  | Fuengirola                   |              | Fernando Belasteguín | Juani Mieres Pablo Lima             |                             |
| 94.  | 2012  | Palma de Majorque            |              | Fernando Belasteguín | Juani Mieres Pablo Lima             |                             |
| 95.  | 2012  | Ibiza                        |              | Fernando Belasteguín | Juani Mieres Pablo Lima             |                             |
| 96.  | 2012  | Madrid 2                     |              | Fernando Belasteguín | Maxi Grabiel Miguel Lamperti        |                             |
| 97.  | 2013  | Murcie                       | Open         | Fernando Belasteguín | Juani Mieres Pablo Lima             | 6-3 / 7-6 / 6-3             |
| 98.  | 2013  | Séville                      | Open         | Fernando Belasteguín | Juani Mieres Pablo Lima             | 4-6 / 7-6 / 6-4 / 6-3       |
| 99.  | 2013  | Cáceres                      | Open         | Fernando Belasteguín | Sanyo Gutiérrez Maxi Sánchez        | 6-3 / 6-2 / 6-2             |
| 100. | 2013  | Barcelone                    | Open         | Fernando Belasteguín | Juani Mieres Pablo Lima             | 6-1 / 6-4 / 4-6 / 6-3       |
| 101. | 2013  | Málaga                       | Open         | Fernando Belasteguín | Juani Mieres Pablo Lima             | 6-4 / 6-4 / 6-4             |
| 102. | 2013  | Castellón de la Plana        | Open         | Fernando Belasteguín | Juani Mieres Pablo Lima             | 7-5 / 6-1 / 4-6 / 6-4       |
| 103. | 2013  | La Nucia                     | Open         | Fernando Belasteguín | Matías Díaz Cristian Gutiérrez      | 6-3 / 6-4 / 6-4             |
| 104. | 2013  | Bilbao                       | Open         | Fernando Belasteguín | Juani Mieres Pablo Lima             | 4-6 / 6-3 / 7-5 / 6-2       |
| 105. | 2013  | Grenade                      | Open         | Fernando Belasteguín | Juani Mieres Pablo Lima             | 7-6 / 6-4 / 6-3             |
| 106. | 2013  | Lisbonne                     | Open         | Fernando Belasteguín | Juani Mieres Pablo Lima             | 6-3 / 2-6 / 6-3 / 6-4       |
| 107. | 2014  | Barcelone                    | Open         | Fernando Belasteguín | Juani Mieres Pablo Lima             | 6-3 / 4-6 / 6-2 / 6-3       |
| 108. | 2014  | Badajoz                      | Open         | Fernando Belasteguín | Juani Mieres Pablo Lima             | 6-4 / 6-3 / 6-2             |
| 109. | 2014  | Cordoue                      | Open         | Fernando Belasteguín | Juani Mieres Pablo Lima             | 6-2 / 6-7 / 6-3 / 6-3       |
| 110. | 2014  | Marbella                     | Open         | Fernando Belasteguín | Adrián Allemandi Paquito Navarro    | 6-1 / 6-7 / 6-3 / 6-4       |
| 111. | 2014  | Alcobendas                   | Open         | Fernando Belasteguín | Matías Díaz Cristian Gutiérrez      | 6-4 / 4-6 / 5-7 / 6-3 / 6-4 |
| 112. | 2014  | Séville                      | Open         | Fernando Belasteguín | Sanyo Gutiérrez Maxi Sánchez        | 6-3 / 6-3 / 6-1             |
| 113. | 2014  | Lisbonne                     | Open         | Fernando Belasteguín | Sanyo Gutiérrez Maxi Sánchez        | 6-4 / 6-4 / 6-1             |
| 114. | 2014  | San Cristóbal de la Laguna   | Open         | Fernando Belasteguín | Juani Mieres Pablo Lima             | 6-4 / 1-6 / 6-2             |
| 115. | 2014  | Córdoba (Argentine)          | Open         | Fernando Belasteguín | Sanyo Gutiérrez Maxi Sánchez        | 6-1 / 5-7 / 6-3             |
| 116. | 2015  | Madrid                       | Master Final | Maxi Sánchez         | Maxi Grabiel Ramiro Moyano          | 2-6 / 6-4 / 6-1             |